# Temor servil
En religión, particularmente en el cristianismo, se llama temor servil (por oposición a temor filial) al temor de Dios que procura evitar el pecado por miedo a la pena que lleva consigo, en contraposición al temor filial que procura evitar el pecado por entender que es contrario a la naturaleza del bien o por agradar a Dios.

## Estados
Según Basilio el Grande "hay tres estados en los que se puede agradar a Dios. O bien hacemos lo que agrada a Dios por temor al castigo y entonces estamos en la condición de esclavos; o bien buscando la ventaja de un salario cumplimos las órdenes recibidas en vista de nuestro propio provecho, asemejándonos así a los mercenarios; o finalmente, hacemos el bien por el bien mismo y estamos así en la condición de hijos".

## El Temor
Dentro del temor servil hay dos tipos: en primer lugar el que se aparta del mal por miedo al castigo, pero sin que se aparte el deseo de cometer el pecado, la actitud mental del que tiene este tipo de temor es la de alguien que cometería alegremente el pecado si estuviera seguro de que iba a quedar impune y la teología lo considera como siempre malo. En segundo lugar el que se aparta del pecado por miedo al castigo pero también porque aborrece el mal y está considerado como bueno por el Concilio de Trento de 1547 y el papa Alejandro VII en 1667.